# Carlo Quintavalle
Carlo Quintavalle (Napoli, 20 maggio 1932 – Milano, 2 marzo 1989) è stato un giornalista e scrittore italiano.

## Biografia
Figlio di un ufficiale della Marina, passò l'infanzia nei luoghi di incarico del padre e gli anni di adolescenza a Firenze, dove iniziò a scrivere i primi articoli per i giornali. A metà degli anni '50 si trasferì in Francia, dove collaborò con vari giornali francesi e italiani e con le riviste italiane letterarie, a cui inviò i suoi primi racconti, pubblicati su Paragone e Nuovi Argomenti. Fu corrispondente dalla guerra d'Algeria e fece, tra l'altro, un'intervista a Georges Pompidou.
Nel 1962 rientrò in Italia e da allora lavorò al Corriere della Sera e al Corriere d'Informazione, occupandosi degli affari esteri e delle pagine culturali. Seguì la vicenda della primavera di Praga e la situazione nei paesi dell'Est. Fu autore del libro di racconti Il fiore di carta, del saggio sul costume toscano Esprit toscan, entrambi pubblicati nel 1970, e dei saggi sui temi politici e storici italiani Gesuitismo barocchismo piduismo, Barocchismo fascismo piduismo e Procurata ferita, pubblicati tra il 1983 e il 1985 sulla rivista Il Ponte.
Morì a Milano dopo una lunga malattia. Nel 1998 fu pubblicato postumo il suo romanzo Stanotte marinaio. Lasciò inedito il volumetto di poesie Il lungomare e alcuni manoscritti incentrati sul periodo bellico e postbellico italiano (I maestri delle tenebre, Con romantico slancio).

## Opere
- Il fiore di carta, I Centauri, Roma, 1970
- Esprit toscan, Fondation nazionale des sciences politiques, Parigi, 1970
- Stanotte marinaio, prefazione di Fabrizio Dentice, Milano, Rosellina Archinto Editore, 1998